# Đế quốc Haiti (1804–1806)
Đế quốc Haiti (Pháp: Empire d'Haïti, Haiti: Anpi an Ayiti) là một quốc gia theo chế độ quân chủ tuyển cử ở Bắc Mỹ. Haiti đã từng bị người Pháp chiếm đóng, nhưng vào ngày 1 tháng 1 năm 1804 mới tuyên bố độc lập. Tổng đốc Haiti, Jean-Jacques Dessalines đã tạo ra đế quốc này vào ngày 22 tháng 9 năm 1804 khi ông tự xưng là Hoàng đế Jacques I, rồi tổ chức lễ đăng quang của mình vào ngày 6 tháng 10. Đến ngày 20 tháng 5 năm 1805, Jacques I cho công bố bản Hiến pháp Đế chế, theo đó cả nước được chia thành sáu vùng quân khu do mỗi viên tướng đứng đầu được sự bổ nhiệm của Hoàng đế. Hiến pháp còn đề ra việc kế vị ngai vàng theo thể thức bầu chọn và Hoàng đế đương vị có quyền bổ nhiệm người kế vị ông. Hiến pháp cũng cấm người da trắng (hàm ý không phải là người da trắng địa phương mà là tất cả người nước ngoài) nắm giữ quyền sở hữu tài sản trong đế quốc.
Hoàng đế Jacques I trị vì không được bao lâu thì bị hai thành viên trong chính quyền của ông là Alexandre Pétion và Henri Christophe ám sát trên đường đến Port-au-Prince vào ngày 17 tháng 10 năm 1806, vụ ám sát đã dẫn đến sự chia rẽ trong cả nước với Pétion lãnh đạo nước Cộng hòa Haiti ở miền nam và Christophe cầm quyền Quốc gia Haiti ở miền bắc. Nhiều năm sau, vào ngày 26 tháng 8 năm 1849, Tổng thống Faustin Soulouque đã tái lập Đế quốc ở Haiti kéo dài cho đến tận ngày 15 tháng 1 năm 1859 mới trở lại là một nước cộng hòa như cũ.